# The Scoop (filme)
The Scoop é um filme policial produzido no Reino Unido e lançado em 1934. É baseado em uma peça teatral de Jack Heming.